# Kleczewo
Kleczewo – osada w Polsce położona w województwie pomorskim, w powiecie kwidzyńskim, w gminie Prabuty.
W latach 1975–1998 miejscowość administracyjnie należała do województwa elbląskiego.
Inne miejscowości o nazwie Kleczew: Kleczew